# 朝鮮駐瀋陽總領事館
朝鲜民主主义人民共和国驻沈阳总领事馆（朝鲜语：／），简称朝鲜驻沈阳总领事馆，是朝鮮民主主義人民共和國外務省在中華人民共和國瀋陽市設置的外交代表機構。現任總領事為具永赫。領館于光明星节辦有金日成花 - 金正日花花展。

## 历史沿革
1950年12月26日，朝鲜政府提议在沈阳设立总领事馆。1951年1月12日，中国政府答复同意设立朝鲜驻华大使馆驻沈阳联络所。1955年7月，驻沈阳联络所变更为朝鲜驻沈阳总领事馆，领区为辽宁省、黑龙江省和满洲里市。1957年3月，领区改为辽宁省一省。1960年2月25日，朝鲜以辽宁省朝鲜侨民过少为由，关闭驻沈阳总领事馆。
1986年2月13日，中朝两国达成协议，朝鲜重新设立驻沈阳总领事馆。1986年9月6日，朝鲜驻沈阳总领事馆重新开馆。2008年11月18日，中朝两国达成协议，朝鲜设立驻沈阳总领事馆驻丹东领事办公室，领区为丹东市及下辖县市。

## 歷任總領事
- 金贵南（1951-1953；联络所代表）
- 徐应德（1953-1954；联络所所长）
- 姜锡贞（1954-1955；联络所所长）
- 李灿（1955-1956）
- 金龙彬（1957-1960）
- 柳万福（1986-）
- 林永八[8]
- 李基范[9]
- 金光勛[10]
- 具永赫

## 驻丹东领事办公室
朝鲜驻沈阳总领事馆驻丹东领事办公室是朝鮮在丹東市設立的領事機構，位於丹东市新城区中央大道10-1。